# گمینا تارووو
گمینا تارووو (به لهستانی:  Gmina Tarłów) یک گمینا در لهستان است که در شهرستان اوپاتوف واقع شده‌است. گمینا تارووو ۱۶۳٫۷۷ کیلومتر مربع مساحت و ۵٬۷۵۳ نفر جمعیت دارد.